# Francesco Algarotti

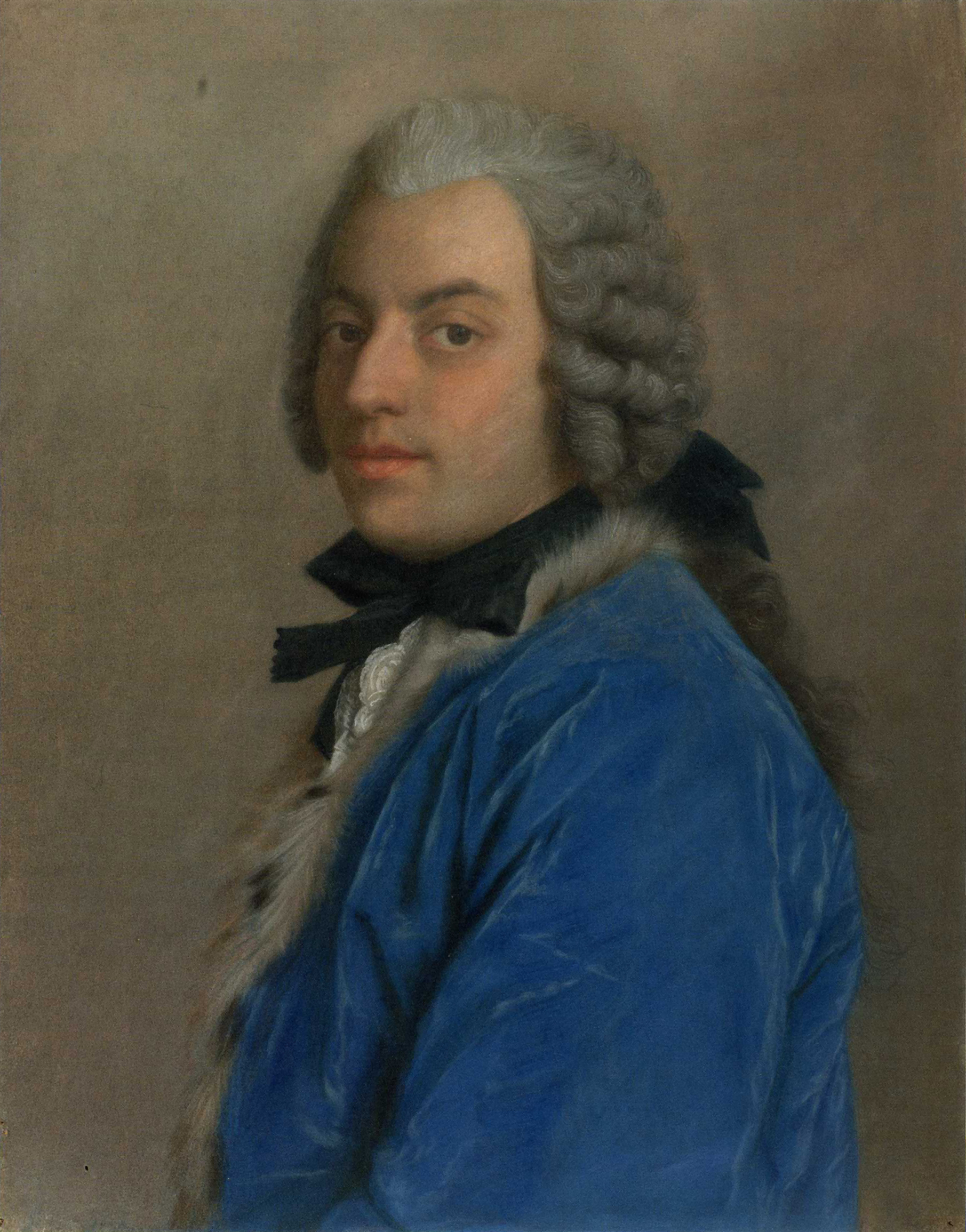
Jean-Étienne Liotard: Porträt des Francesco Algarotti (1745; Rijksmuseum Amsterdam)

Francesco Graf von Algarotti (* 11. Dezember 1712 in Venedig; † 3. Mai 1764 in Pisa) war ein italienischer Schriftsteller, Kunstkritiker und Kunsthändler.
Er machte Wissenschaft und Kunst beim großen Publikum bekannt im Zeitalter der Aufklärung. Zusammen mit Voltaire, Jean-Baptiste de Boyer, Marquis d’Argens, Maupertuis, Julien Offray de La Mettrie, George und James Keith, Christoph Ludwig von Stille und Friedrich Rudolf von Rothenburg gehörte er zu der illustren Runde um Friedrich II., die Adolph von Menzel in einem Ölgemälde mit dem Titel Die Tafelrunde von Sanssouci festhielt. 1740 erhob der König ihn zum Grafen. Seit 1747 war er auswärtiges Mitglied der Preußischen Akademie der Wissenschaften. Von 1747 bis 1753 lebte er in Berlin und am Potsdamer Hof.

## Leben

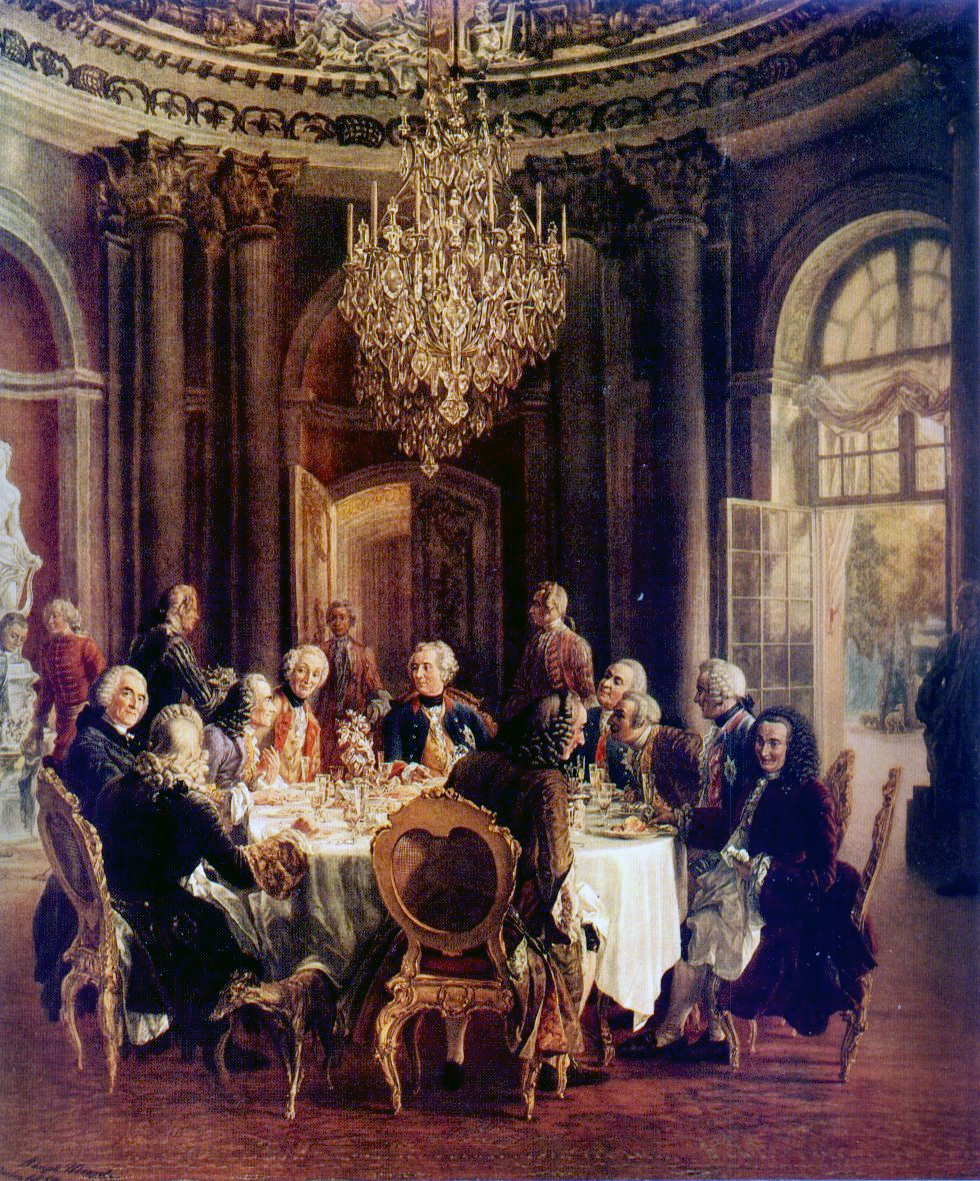
Adolph von Menzel: König Friedrichs II. Tafelrunde in Sanssouci (1850): Beobachtet von Friedrich II. in der Mitte, führt Voltaire (zweiter Stuhl links des Königs) ein Gespräch mit dem gegenübersitzenden Algarotti.

Algarotti war der Sohn des vermögenden venezianischen Kaufmanns Rocco Algarotti (gest. 1726) und seiner Ehefrau Maria. Nach einem sechsjährigen Studium an der Universität Bologna führten ihn ausgedehnte Reisen durch Europa. In Cirey in der Champagne begegnete er 1735 Voltaire, der ihm wohlwollend gegenübertrat und vermutlich den Briefwechsel mit dem damaligen Kronprinzen Friedrich von Preußen initiierte. In London wurde er in die Royal Society aufgenommen. Denn bereits 1728 hatte Algarotti an der Universität Bologna mehrere der Newtonischen Schlüsselexperimente nachvollzogen, die als die bis dahin gewissenhafteste und am sorgfältigsten dokumentierte Wiederholung der optischen Experimente Newtons gilt. Algarotti ist Autor des populärwissenschaftlichen Werkes Il Newtonianismo per le dame („Newtons Lehre für die Damenwelt“), das er in Cirey schrieb, und erstmals 1737 in Venedig veröffentlicht wurde. Dem Grundsatz Fontenelles entsprechend, wonach selbst schwierige naturwissenschaftliche Probleme so elegant und leicht fasslich dargestellt werden sollen, dass auch Damen sich ohne Langeweile damit beschäftigen könnten. Dieser in mehrere Sprachen übersetzte Bestseller machte Algarotti zu einer europäischen Berühmtheit und trug wesentlich dazu bei, Newtons Physik auf dem Kontinent bekannt zu machen und durchzusetzen.
In London freundete er sich mit Antioch Dmitrijewitsch Kantemir an und durfte der künstlerisch und wissenschaftlich interessierten Königin Caroline (1683–1737) auf ihren Promenaden Gesellschaft leisten. Wahrscheinlich auf Veranlassung Kantemirs und Lord Burlingtons wurde Algarotti dazu eingeladen, die Delegation der englischen Regierung unter Leitung von Kapitän Lord Baltimore zur Hochzeit der Nichte der Zarin, Elisabeth Katharina Christine von Mecklenburg-Schwerin mit Anton Ulrich von Braunschweig-Wolfenbüttel nach St. Petersburg zu begleiten. Aus den Tagebuchaufzeichnungen dieser Reise entstand das Werk Viaggi di Russia („Russische Reise“), das erstmals 1760 erschien und viele Leser fand.
Auf dem Rückweg von St. Petersburg wurde Algarotti zusammen mit Lord Burlington im Spätsommer 1739 nach Potsdam an den Hof des Soldatenkönigs Friedrich Wilhelms I. geladen. Von dort ging es nach Schloss Rheinsberg zu Kronprinz Friedrich, der sich sofort mit dem gleichaltrigen Italiener anfreundete.

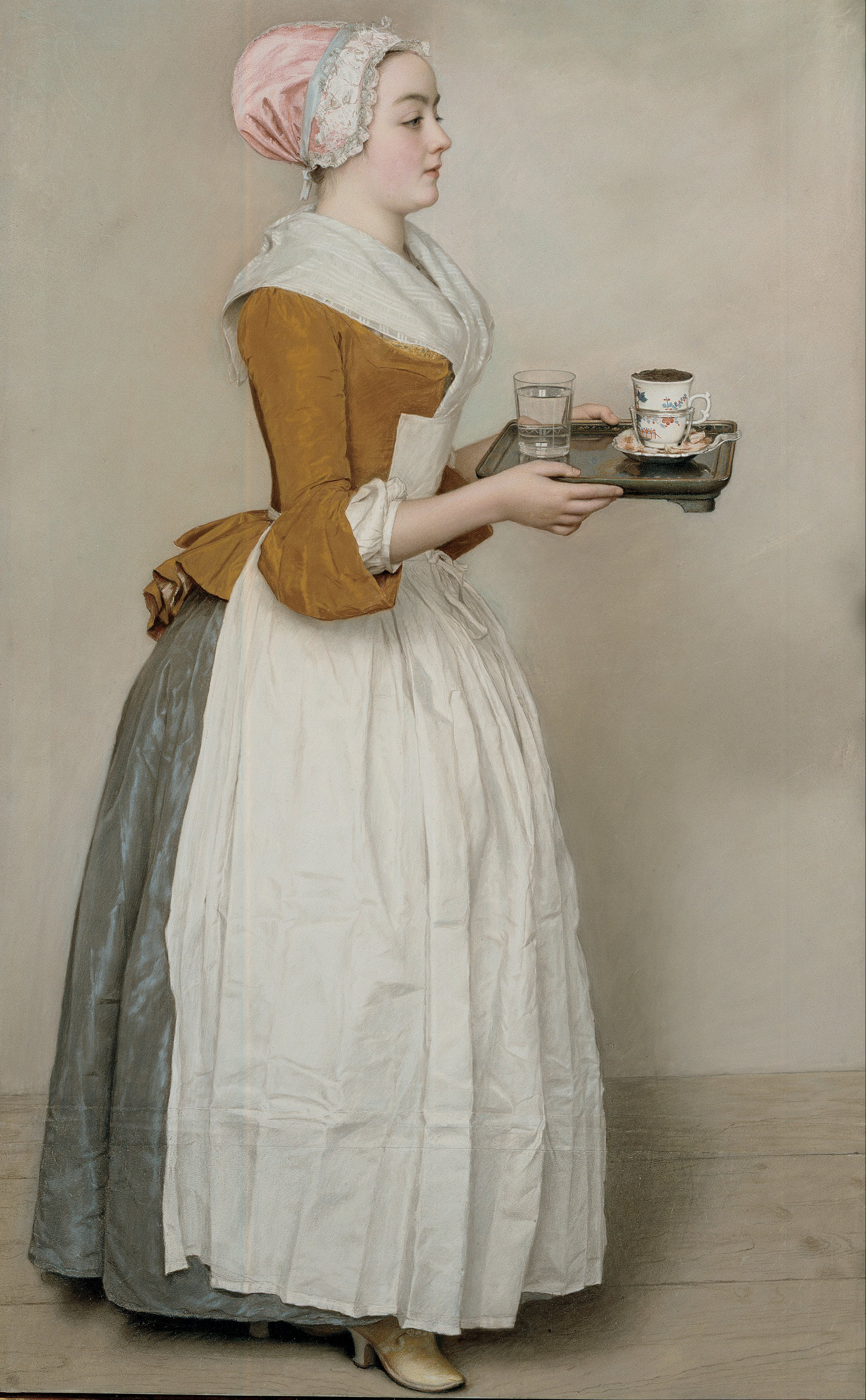
Jean-Étienne Liotard : Das Schokoladenmädchen (um 1743; Gemäldegalerie Alte Meister). Das Pastellbild wurde 1745 von Algarotti für Dresden gekauft.

Algarotti befand sich in London, als der preußische König Friedrich Wilhelm I. am 31. Mai 1740 starb. Der neue König, Friedrich II., rief Algarotti mit ein paar eindringlichen Zeilen zu sich. Algarotti begleitete den König auf seiner Huldigungsreise nach Königsberg. Friedrich erhob seinen neuen Gesellschafter in den Grafenstand und nahm ihn im August mit auf eine Reise, die nach einem Besuch bei der Lieblingsschwester des Königs Wilhelmine in Bayreuth in die am Niederrhein gelegenen brandenburgisch-preußischen Besitztümer führen sollte. Auf dem Weg dorthin verließ Friedrich die Reisegesellschaft und reiste zusammen mit Prinz August Wilhelm und Algarotti inkognito an die französische Grenze nach Kehl und von dort nach Straßburg. Nachdem das Inkognito des königlichen Gefolges von einem Soldaten, der früher in Preußen Dienst getan hatte, gelüftet worden war, verließ Friedrich mit seinem Gefolge Frankreich sofort. Im Beisein Algarottis traf sich Friedrich auf Schloss Moyland bei Kleve erstmals mit Voltaire.
1741 fuhr Algarotti in diplomatischer Mission für den König von Preußen nach Turin, um König Karl Emanuel von Sardinien dazu zu bewegen, österreichische Besitzungen in Italien anzugreifen und damit preußische Truppen auf dem schlesischen Kriegsschauplatz zu entlasten. Dieser Mission war kein Erfolg beschieden.
Algarotti kam 1742 an den sächsischen Hof nach Dresden und machte den kunstinteressierten König August III. mit einer von hohem Sachverstand gekennzeichneten Denkschrift über die Ergänzung und Vollendung der königlichen Kunstsammlungen (Progetto per ridurre a compimento il Regio Museo di Dresda) auf sich aufmerksam. Damit hatte Algarotti sich als Kunstkenner qualifiziert und wurde im Auftrage Augusts III. im März 1743 nach Italien geschickt, um, nach gewissenhafter Prüfung der Authentizität und Herkunft, Bilder klassischer und moderner Maler für die Kunstsammlungen in Dresden einzukaufen. Auf insgesamt vier Reisen nach Italien erwarb Algarotti in den Jahren von 1743 bis 1746 insgesamt 34 Bilder, darunter viele bis heute zentrale Ausstellungsstücke der Staatlichen Kunstsammlungen Dresden. August III. war zufrieden und ernannte Algarotti zum Kriegsrat. Doch Algarottis Eifer und Ehrgeiz und nicht zuletzt seine Ansprüche auf Titel und Stellung brachten ihn in Konflikt mit dem eigentlichen Herrscher Sachsens, dem seit 1738 allmächtigen Premierminister Heinrich von Brühl und dessen Sekretär Carl Heinrich von Heineken. Er fühlte sich übergangen und wandte sich tief gekränkt und bitter enttäuscht von Dresden ab.

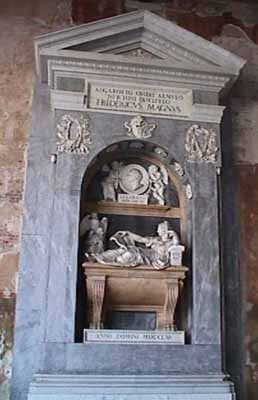
Algarottis Epitaph auf dem Camposanto Monumentale, Pisa

Mitte März 1747 traf Algarotti wieder in Berlin ein und wurde von Friedrich II. freudig begrüßt. Er ernannte ihn zu seinem Kammerherrn, sprach ihm eine jährliche Pension zu und zeichnete ihn am 23. April 1747 mit dem Orden pour le Mérite aus. Algarotti gehörte neben Voltaire und Maupertuis zu den wenigen Zivilisten, die diesen 1740 gestifteten Orden erhielten, der vor allem an Offiziere der Preußischen Armee verliehen wurde. Algarotti blieb als prominentes Mitglied der Tafelrunde Friedrichs II. bis 1753 in Berlin. Er beriet den König, mit dem er in Fragen des Geschmacks, der Kunst, der Literatur und der Philosophie übereinstimmte, sowohl bei der Umgestaltung Potsdams zur repräsentativen Residenzstadt als auch bei den ambitionierten Plänen, die preußische Hauptstadt in ein Zentrum der Künste zu verwandeln. Seit 1747 war er auswärtiges Mitglied der Preußischen Akademie der Wissenschaften.
Aus gesundheitlichen Gründen reiste Algarotti 1753 nach Italien. Von dort aus korrespondierte er weiterhin mit Friedrich II., versorgte ihn mit italienischer Literatur und schickte ihm Broccoli- und Melonensamen nach Potsdam. Ebenso lieferte er regelmäßig Bottarga, verarbeiteten Kaviar für die königliche Tafel.
Algarotti starb an Tuberkulose. Friedrich II. veranlasste eine Übersetzung der Gesamtwerke seines Freundes. Auch das von Giovanni Antonio Cybei gestaltete Grabmal auf dem Camposanto Monumentale in Pisa entstand auf Veranlassung Friedrichs. Die Inschrift auf dem Marmorepitaph lautet: Algarotto Ovidii Aemulo / Newtoni Discipulo / Fridericus Magnus („Algarotti, dem Nacheiferer Ovids / dem Schüler Newtons / Friedrich der Große“).

## Werke
- Il newtonianismo per le dame ovvero Dialoghi sopra la luce e i colori. Neapel [eigentlich Venedig] 1737 (Digitalisat der Ausgabe Mailand 1739).
  - französische Übersetzung: Le Newtonianisme pour les dames, ou Entretiens sur la lumière, sur les couleurs, et sur l’attraction. Traduits de l’Italien de M. Algarotti par [Louis-Adrien] Du Perron de Castera. Montalant, Paris 1738 (Digitalisat des ersten Bandes der Ausgabe 1739)
  - deutsche Übersetzung: Jo. Newtons Weltwissenschaft für das Frauenzimmer oder Unterredungen über das Licht, die Farben und die anziehende Kraft. Aus dem Italienischen des Herrn Algarotti, durch Herrn [Louis-Adrien] du Perron de Castera ins Französische und aus diesem ins Teutsche übersetzt. Schröder, Braunschweig 1745.
- Il congresso di Citera. Neapel 1745 (Digitalisat der siebten Auflage, London 1765).
  - französische Übersetzung: Le Congrès de Cythère. In: Œuvres du Comte Algarotti. Traduit de l’italien. Band 7. G. J. Decker, Berlin 1772 (Digitalisat dieser Ausgabe).
- Saggio sopra l’opera in musica. Marco Coltellini, Livorno 1763 (Digitalisat).
- Versuche über die Architectur, Mahlerey und musicalische Opera, aus dem Italiänischen des Grafen Algarotti übersetzt von R. E. Raspe. Johann Friedrich Hemmerde, Kassel 1769 (Digitalisat).
- Essai sur la peinture et sur l’Académie de France, établie à Rome. Merlin, Paris 1769 (Digitalisat).
- Vermischte Gedanken (= achter Band der Werkausgabe). 1765.
- Sopra la ricchezza della lingua italiana ne’ termini militari. In: Opere del conte Algarotti. Carlo Palese, Venedig 1791; heute 	Biblioteca Italiana, Rom 2003 (Digitalisat).
- Briefwechsel mit Friedrich II. Gropius, Berlin 1837 (Digitalisat).
- Hans Posse, Die Briefe des Grafen Francesco Algarotti an den Sächsischen Hof und seine Bilderkäufe für die Dresdner Gemäldegalerie 1743–1747. Grote, Berlin 1931.
- Saggi. Hrsg. von Giovanni da Pozzo. Giuseppe Laterza & figli, Bari 1963 (Digitalisat).
- Opere di Francesco Algarotti e di Saverio Bettinelli. Ricciardi, Mailand et al. 1969.
- Schriften zur Kunst. Herausgegeben, übersetzt und kommentiert von Hans W. Schumacher. Berlin 2011.